# المحمية
المحمية هي مجموعة القري بولاية نهر النيل تقع بين شندي والدامر. سميت بهذا الاسم لانها تقع بين عدة جبال شرقاً وغرباً حيث تحيط بها شرقا جبال الحواداب، ام بُع، الضرارة، ابوشِيفة، وقلعة المرضي. وفي الغرب تحيط بها جبال ام ارضة، قلعة البوِيضة، جبل الكتياب وجبل العِقيدة.

## قري المحمية

### قري الضفة الشرقية
- الضيقة
- الكتواب
- الحتانة
- المطمر
- العوضاب
- القلعة
- النخل
- المهاديد
- المكابرابية
- سقادي شرق، بها محطة المحمية
- وادى ابومريخ
- تبورة
- قباتي
- العالياب

### قري الضفة الغربية
- الكمير
- سقادي غرب
- حمودات
- النوبة
- الفادنيه
- البقاقير
- الجابراب
- الكتياب
- الحره
- الشويرب
- العقيدة